# Anton Graff
Anton Graff, född 18 november 1736 i Winterthur, död 22 juni 1813 i Dresden, var en schweizisk målare. Graffs son, Karl Anton Graff (1774–1832), var landskapsmålare.

## Biografi
Graff kom 1756 till Augsburg, där han snart gjorde sig ett namn som framstående porträttmålare. Därifrån kallades han 1766 till Dresden, där han blev hovmålare och professor vid konstakademien. Graff skattades mycket högt av sin samtid. Hans porträtt är fulla av liv och karaktär samt utmärkta av en frisk och kraftig kolorit. Bäst lyckades honom manliga porträtt. Graff utvecklade en otrolig produktivitet, och de flesta av hans tids mest framstående personer blev av honom porträtterade: Gellert, Lessing (1771), Ernesti, Schiller (1785), Fredrik Vilhelm II med flera. Hans sista arbete var ett självporträtt (1811). Han målade även landskap.

## Bilder

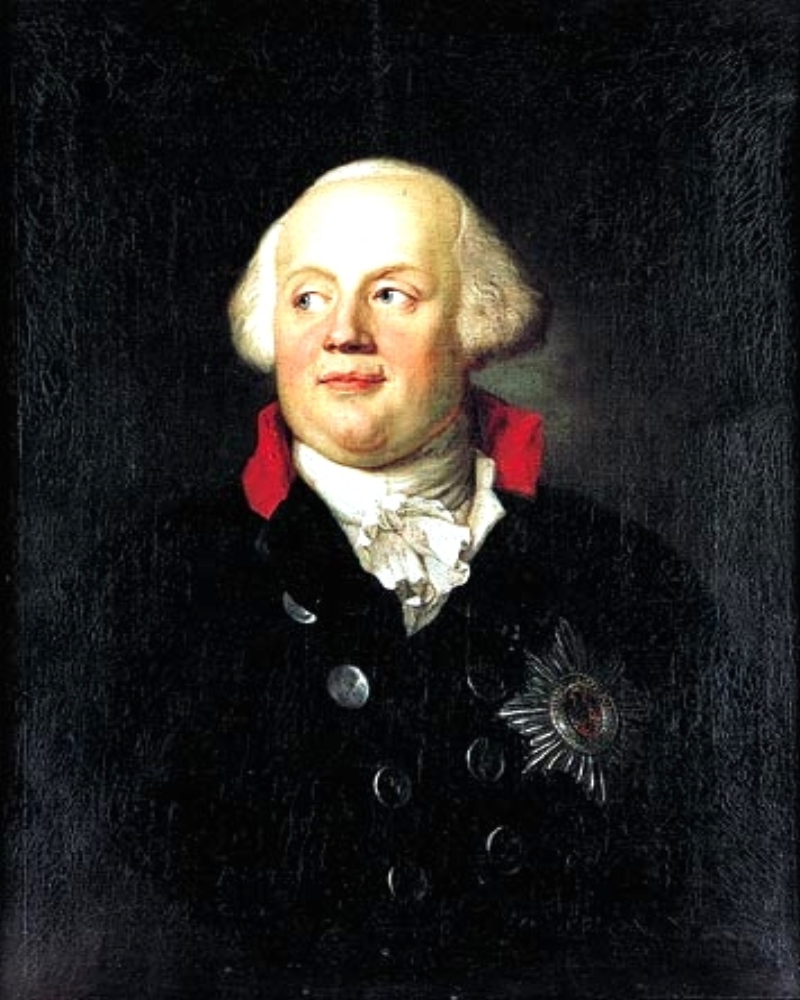
Porträtt av Fredrik Vilhelm II av Preussen.
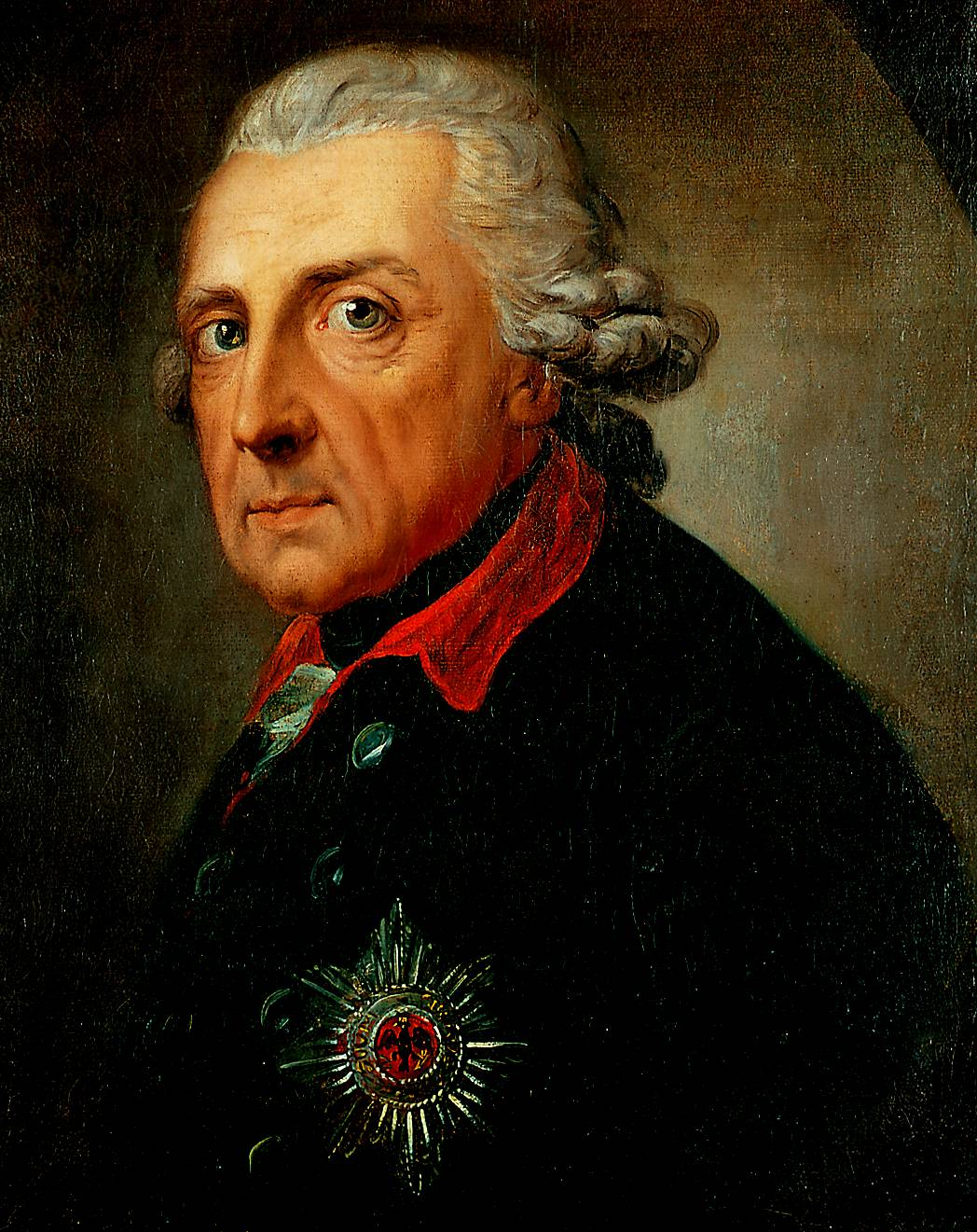
Fredrik den store av Preussen.
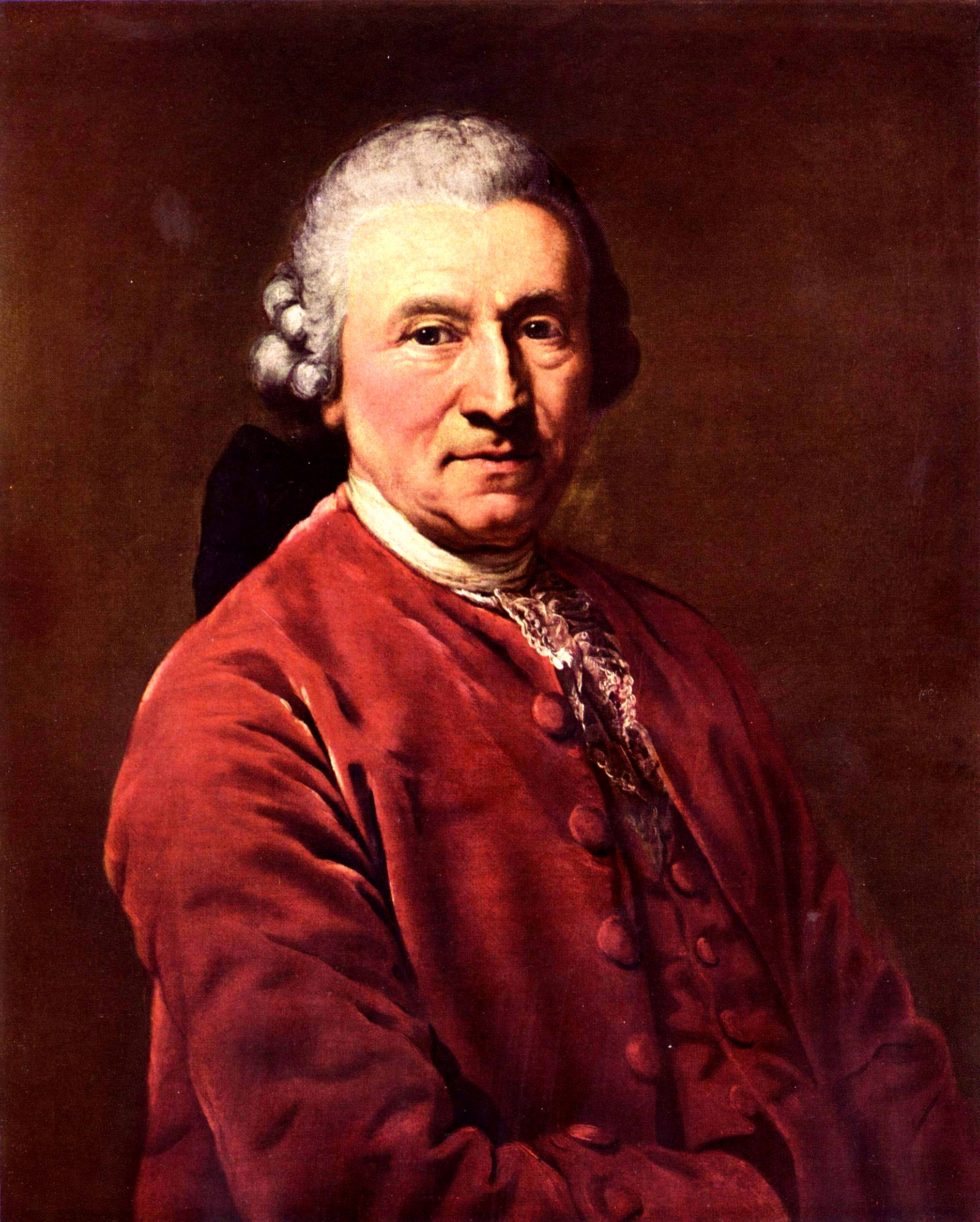
Porträtt av skådespelaren Conrad Ekhof.
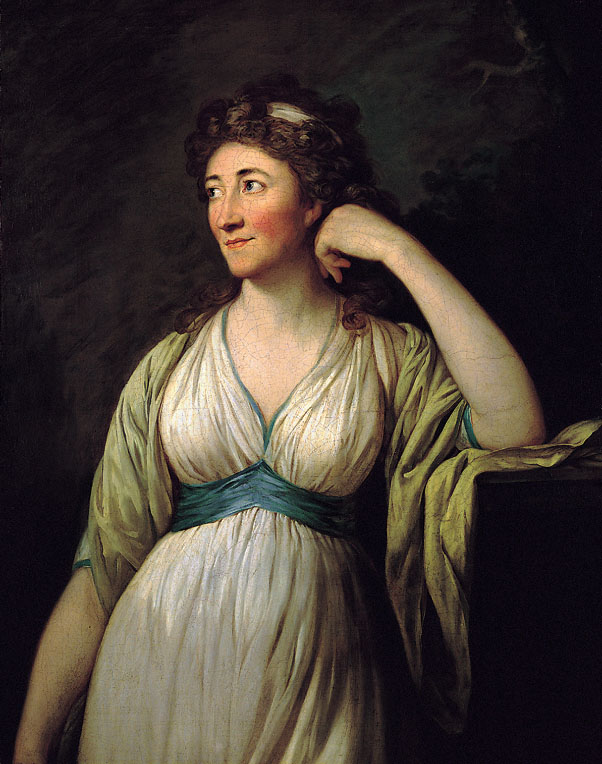
Porträtt av poeten Elisa von der Recke.
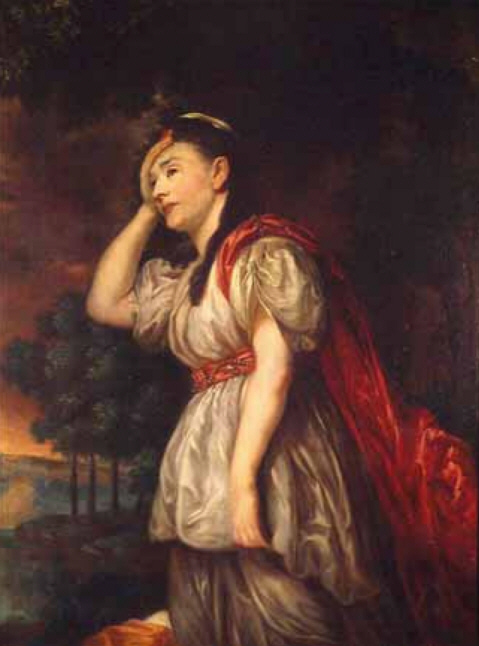
Esther Charlotte Brandes som Ariadne.